# Coppa Bernocchi 2018
La 100.ª edición de la clásica ciclista Coppa Bernocchi se celebró en Italia el 16 de septiembre de 2018 sobre un recorrido de 194,7 kilómetros con inicio y final en la ciudad de Legnano en la región de Lombardía.
La carrera formó parte del UCI Europe Tour 2018, dentro de la categoría 1.1.
La carrera fue ganada por el corredor italiano Sonny Colbrelli del equipo Bahrain-Merida, en segundo lugar Manuel Belletti (Androni Giocattoli-Sidermec) y en tercer lugar Paolo Simion (Bardiani-CSF).

## Equipos participantes
Tomaron parte en la carrera 25 equipos: 4 de categoría UCI ProTeam; 12 de categoría Profesional Continental; 7 de categoría Continental y dos selecciones nacionales. Formando así un pelotón de 173 ciclistas de los que acabaron 119. Los equipos participantes fueron:
| WorldTeams (4)- AG2R La Mondiale - Bahrain-Merida - UAE Team Emirates - Sky Equipos continentales profesionales (12)- Direct Énergie - Gazprom-RusVelo - Androni Giocattoli-Sidermec - Wilier Triestina-Selle Italia - WB-Aqua Protect-Veranclassic - Fortuneo-Samsic - Delko-Marseille Provence-KTM - Caja Rural-Seguros RGA - Nippo-Vini Fantini-Europa Ovini - Israel Cycling Academy - CCC Sprandi Polkowice - Bardiani CSF Equipos continentales (7)- MsTina-Focus - Vorarlberg-Santic - Polartec-Kometa - Lokosphinx - Biesse Carrera Gavardo - Sangemini-MG.Kvis - Dimension Data-Qhubeka Equipos nacionales (2)- Italia - Suiza |
| |

## Clasificación final
- Las clasificaciones finalizaron de la siguiente forma:[3]

| \| Clasificación general \| Clasificación general \| Clasificación general \| Clasificación general \| Clasificación general \| \| Ciclista \| Ciclista \| Equipo \| Tiempo \| \| \| --------------------- \| --------------------- \| ------------------------------- \| --------------------- \| --------------------- \| \| 1.º \| Sonny Colbrelli \| Bahrain-Merida \| 4 h 29 min 03 s \| \| \| 2.º \| Manuel Belletti \| Androni Giocattoli-Sidermec \| + 0 s \| \| \| 3.º \| Paolo Simion \| Bardiani CSF \| + 0 s \| \| \| 4.º \| Juanjo Lobato \| Nippo-Vini Fantini-Europa Ovini \| + 0 s \| \| \| 5.º \| Leonardo Basso \| Team Sky \| + 0 s \| \| \| 6.º \| Marco Frapporti \| Androni Giocattoli-Sidermec \| + 0 s \| \| \| 7.º \| Oliviero Troia \| UAE Team Emirates \| + 0 s \| \| \| 8.º \| Aleksandr Porsev \| Gazprom-RusVelo \| + 0 s \| \| \| 9.º \| Vincenzo Albanese \| Bardiani CSF \| + 0 s \| \| \| 10.º \| Jonas Koch \| CCC Sprandi Polkowice \| + 0 s \| \| |                   |                                 |                 |
| |                   |                                 |                 |
| Fuente: ProCyclingStats |                   |                                 |                 |
| Clasificación general |                   |                                 |                 |
| Ciclista | Ciclista          | Equipo                          | Tiempo          |
| 1.º | Sonny Colbrelli   | Bahrain-Merida                  | 4 h 29 min 03 s |
| 2.º | Manuel Belletti   | Androni Giocattoli-Sidermec     | + 0 s           |
| 3.º | Paolo Simion      | Bardiani CSF                    | + 0 s           |
| 4.º | Juanjo Lobato     | Nippo-Vini Fantini-Europa Ovini | + 0 s           |
| 5.º | Leonardo Basso    | Team Sky                        | + 0 s           |
| 6.º | Marco Frapporti   | Androni Giocattoli-Sidermec     | + 0 s           |
| 7.º | Oliviero Troia    | UAE Team Emirates               | + 0 s           |
| 8.º | Aleksandr Porsev  | Gazprom-RusVelo                 | + 0 s           |
| 9.º | Vincenzo Albanese | Bardiani CSF                    | + 0 s           |
| 10.º | Jonas Koch        | CCC Sprandi Polkowice           | + 0 s           |

## UCI World Ranking
La Coppa Bernocchi otorga puntos para el UCI WorldTour 2018 y el UCI World Ranking, este último para corredores de los equipos en las categorías UCI WorldTeam, Profesional Continental y Equipos Continentales. Las siguientes tablas son el baremo de puntuación y los corredores que obtuvieron puntos:
| Posición              | 1.ª | 2.ª | 3.ª | 4.ª | 5.ª | 6.ª | 7.ª | 8.ª | 9.ª | 10.ª |
| Clasificación general | 125 | 85  | 70  | 60  | 50  | 40  | 35  | 30  | 25  | 20   |

| 1.º  | Sonny Colbrelli   | Bahrain-Merida                  | 125 |
| 2.º  | Manuel Belletti   | Androni Giocattoli-Sidermec     | 85  |
| 3.º  | Paolo Simion      | Bardiani-CSF                    | 70  |
| 4.º  | Juanjo Lobato     | Nippo-Vini Fantini-Europa Ovini | 60  |
| 5.º  | Leonardo Basso    | Sky                             | 50  |
| 6.º  | Marco Frapporti   | Androni Giocattoli-Sidermec     | 40  |
| 7.º  | Oliviero Troia    | UAE Emirates                    | 35  |
| 8.º  | Aleksandr Porsev  | Gazprom-RusVelo                 | 30  |
| 9.º  | Vincenzo Albanese | Bardiani-CSF                    | 25  |
| 10.º | Jonas Koch        | CCC Sprandi Polkowice           | 20  |